# Auguste Denis Fougeroux de Bondaroy
Auguste Denis Fougeroux de Bondaroy (10 de octubre de 1732, París - 28 de diciembre de 1789, ibíd.) fue un zoólogo, botánico, y artista botánico francés.
Era sobrino y principal asistente del ingeniero y botánico Henri L. Duhamel du Monceau (1700-1782). Fue asistente botánico de la Academia desde el 25 de agosto de 1758, y fue un dibujante excelente. Escribió cuatro monografías:
- Description des Arts et Métiers : el arte de la pizarra, de costurero, tonador y trabajo de cueros cobreados, dorados, plateados[1]

## Algunas publicaciones
- 1752 . Art de travailler les Cuirs dorés et argentées

- 1762 . Art de Tirer des Carrières la Pierre d'Ardoise, de la Fendre et de la Tailler

- 1763 . Mémoire sur la formation des os

- 1763 .  Art du Tonnelier

- 1768 .  Mémoire sur le coquillage appelé datte en Provence. Ed. De l'Imprimerie Royale. París. En: Mémoires de mathématique et de physique, v. 5 (1768), pp. 467-478

- 1770 .  Recherches sur les ruines d'Herculanum et sur les lumieres qui peuvent en résulter, relativement à l'état présent des sciences et des arts, avec un traité sur la fabrique des mosaïques. Ed. Chez Desaint. xv + 232 pp., III hojas de planchas

- 1772 .  Notes pratiques et techniques relatives à la pêche à la morue à Terre-Neuve (Notas prácticas y técnicas para la pesca de bacalao en Terranova).[2]

- 1773 .  Observations faites sur les côtes de Normandie

- 1782 . Memoires sur les tortues, leurs especes, et la pêche qu'on en fait au terrissage. 223 pp.

## Honores

### Eponimia
Género
- (Asteraceae) Fougeria Moench[3]

## Abreviatura (zoología)
La abreviatura Fougeroux  se emplea para indicar a Auguste Denis Fougeroux de Bondaroy como autoridad en la descripción y taxonomía en zoología.